# Seznam vrcholů v Hornosázavské pahorkatině

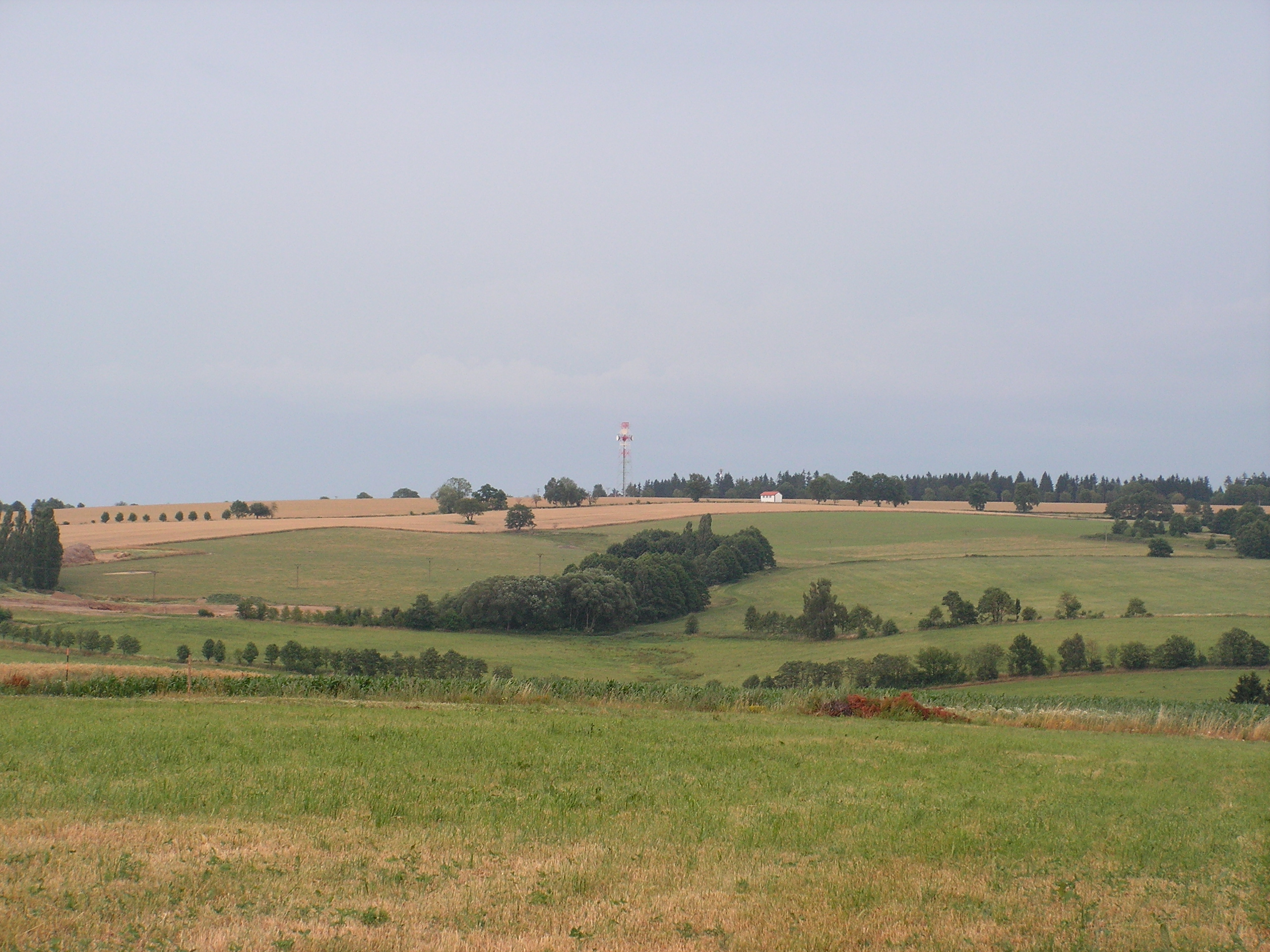
Borovina (585 m n. m.)

Seznam vrcholů v Hornosázavské pahorkatině obsahuje pojmenované vrcholy s nadmořskou výškou nad 550 m a také všechny hory s prominencí (relativní výškou) nad 100 metrů. Seznam je založen na údajích dostupných na stránkách Mapy.cz. Jako hranice pohoří byla uvažována hranice stejnojmenného geomorfologického celku.

## Seznam vrcholů podle výšky
| #   | Vrchol            | Výška m n. m. | Souřadnice                       | Okrsek                   | Přístup                 |
| --- | ----------------- | ------------- | -------------------------------- | ------------------------ | ----------------------- |
| 1.  | Roudnice          | 661           | 49°37′27″ s. š., 15°48′15″ v. d. | Přibyslavská pahorkatina | neznačeno               |
| 2.  | Horka             | 626           | 49°39′32″ s. š., 15°47′19″ v. d. | Přibyslavská pahorkatina | neznačeno               |
| 3.  | Slavětín          | 624           | 49°39′28″ s. š., 15°46′21″ v. d. | Přibyslavská pahorkatina | neznačeno               |
| 4.  | Fiedlerův kopec   | 615           | 49°41′06″ s. š., 15°41′37″ v. d. | Přibyslavská pahorkatina | neznačeno               |
| 5.  | Bída              | 606           | 49°39′58″ s. š., 15°42′43″ v. d. | Přibyslavská pahorkatina | neznačeno               |
| 6.  | U Lomu            | 601           | 49°40′47″ s. š., 15°42′47″ v. d. | Přibyslavská pahorkatina | neznačeno               |
| 7.  | Žebrákovský kopec | 601           | 49°40′57″ s. š., 15°21′53″ v. d. | Třebětínská pahorkatina  | žlutá turistická značka |
| 8.  | Vizáb             | 599           | 49°42′45″ s. š., 15°33′02″ v. d. | Chotěbořská pahorkatina  | neznačeno               |
| 9.  | Volský vrch       | 598           | 49°39′54″ s. š., 15°33′46″ v. d. | Chotěbořská pahorkatina  | neznačeno               |
| 10. | Pořežínský kopec  | 597           | 49°35′00″ s. š., 15°48′27″ v. d. | Přibyslavská pahorkatina | neznačeno               |
| 11. | Za Lesem          | 590           | 49°29′45″ s. š., 15°47′29″ v. d. | Přibyslavská pahorkatina | neznačeno               |
| 12. | Borovina          | 585           | 49°43′53″ s. š., 15°21′05″ v. d. | Třebětínská pahorkatina  | neznačeno               |
| 13. | Homole            | 583           | 49°42′33″ s. š., 15°45′02″ v. d. | Chotěbořská pahorkatina  | neznačeno               |
| 14. | Kopeček           | 582           | 49°41′08″ s. š., 15°20′40″ v. d. | Třebětínská pahorkatina  | neznačeno               |
| 15. | Kopec             | 582           | 49°39′48″ s. š., 15°39′52″ v. d. | Přibyslavská pahorkatina | neznačeno               |
| 16. | Březina           | 574           | 49°27′53″ s. š., 15°42′33″ v. d. | Beranovský práh          | neznačeno               |
| 17. | Trčolec           | 573           | 49°39′48″ s. š., 15°34′27″ v. d. | Chotěbořská pahorkatina  | modrá turistická značka |
| 18. | Věčný vrch        | 573           | 49°30′58″ s. š., 15°44′39″ v. d. | Přibyslavská pahorkatina | neznačeno               |
| 19. | Na Skalce         | 570           | 49°39′46″ s. š., 15°33′04″ v. d. | Chotěbořská pahorkatina  | neznačeno               |
| 20. | Horní Chlum       | 570           | 49°39′15″ s. š., 15°31′08″ v. d. | Chotěbořská pahorkatina  | neznačeno               |
| 21. | Ševcův kopec      | 569           | 49°37′58″ s. š., 15°41′42″ v. d. | Přibyslavská pahorkatina | neznačeno               |
| 22. | Stráž             | 567           | 49°34′04″ s. š., 15°49′21″ v. d. | Přibyslavská pahorkatina | neznačeno               |
| 23. | Kázek             | 567           | 49°25′09″ s. š., 15°37′31″ v. d. | Beranovský práh          | neznačeno               |
| 24. | Lysá              | 565           | 49°41′46″ s. š., 15°35′06″ v. d. | Chotěbořská pahorkatina  | neznačeno               |
| 25. | Spád              | 565           | 49°31′49″ s. š., 15°43′58″ v. d. | Přibyslavská pahorkatina | neznačeno               |
| 26. | Za Borkem         | 564           | 49°28′55″ s. š., 15°45′29″ v. d. | Přibyslavská pahorkatina | neznačeno               |
| 27. | Vršek             | 558           | 49°40′53″ s. š., 15°27′49″ v. d. | Chotěbořská vrchovina    | neznačeno               |
| 28. | Březina           | 555           | 49°51′44″ s. š., 15°07′16″ v. d. | Čestínská pahorkatina    | neznačeno               |
| 29. | Homole            | 554           | 49°41′08″ s. š., 15°26′47″ v. d. | Chotěbořská pahorkatina  | neznačeno               |
| 30. | Jarošův kopec     | 554           | 49°34′52″ s. š., 15°46′56″ v. d. | Přibyslavská pahorkatina | neznačeno               |
| 31. | Celenský vrch     | 553           | 49°28′34″ s. š., 15°44′04″ v. d. | Přibyslavská pahorkatina | neznačeno               |
| 32. | Kopaniny          | 552           | 49°49′28″ s. š., 15°07′53″ v. d. | Čestínská pahorkatina    | žlutá turistická značka |
| 33. | Na Homoli         | 551           | 49°42′21″ s. š., 15°28′21″ v. d. | Chotěbořská pahorkatina  | neznačeno               |
| 34. | Vršky             | 551           | 49°25′09″ s. š., 15°42′35″ v. d. | Beranovský práh          | neznačeno               |
| 35. | Zmoliška          | 550           | 49°24′53″ s. š., 15°39′37″ v. d. | Beranovský práh          | neznačeno               |

## Seznam vrcholů podle prominence
Seznam vrcholů podle prominence obsahuje všechny hornosázavské hory s prominencí (relativní výškou) nad 100 metrů, bez ohledu na nadmořskou výšku. V ploché Hornosázavské pahorkatině je jenom jeden takto výrazný kopec - Žebrákovský kopec.
| #  | Vrchol            | Výška m n. m. | Promi- nence | Izolace (km)   | Souřadnice                       |
| -- | ----------------- | ------------- | ------------ | -------------- | -------------------------------- |
| 1. | Žebrákovský kopec | 601           | 133          | 4,6 → Melechov | 49°40′57″ s. š., 15°21′53″ v. d. |